# Zakir Safiullin
Zakir Safiullin (11 novembre 1986) è un pugile kazako.

## Palmarès
- Campionati asiatici

Bangkok 2015: argento nei pesi leggeri.